# Vacaria
Vacaria là một đô thị thuộc bang Rio Grande do Sul, Brasil. Đô thị này có diện tích 2123,674 km², dân số năm 2007 là 59941 người, mật độ 28,23 người/km².